# Ireen van den Assem
Pour les articles homonymes, voir van den Assem.
Ireen van den Assem née le 9 février 1990, est une joueuse de hockey sur gazon néerlandaise. Elle évolue au poste de défenseure au HC 's-Hertogenbosch et avec l'équipe nationale néerlandaise.

## Biographie
Ireen est une force fiable dans la défense de Den Bosch depuis 2010. L'ancienne joueuse du Tilburg Forward et de Rotterdam est connue pour son éthique de travail et possède un excellent penalty corner. Ireen a fait ses débuts dans l'équipe Orange le 4 février 2013 (2-2 contre l'Australie à Cape Town), mais n'a disputé son premier tournoi majeur avec l'Orange que lors du Championnat d'Europe 2017 dans son propre pays. Il a immédiatement fini avec de l'or. Toujours dans les quatre tournois qui ont suivi, la dure défenseure s'est toujours tenue aux côtés de ses coéquipières avec la coupe à la main.

## Carrière
Participation à la Coupe du monde 2018 à Londres.

## Palmarès
- : 1re à la Coupe du monde 2018
- : 1re à la Ligue professionnelle 2019
- : 1re à l'Euro 2019
- : 1re à la Ligue professionnelle 2020-2021
- : 2e à la Ligue professionnelle 2021-2022